# Silverlink
Silverlink war eine britische Eisenbahngesellschaft, die von 1997 bis 2007 die Konzession zum Betreiben eines Streckennetzes im Norden Londons besaß. Teile des Streckennetzes erstreckten sich zusätzlich noch in die Grafschaften Bedfordshire, Buckinghamshire, Hertfordshire und Northamptonshire. Die Gesellschaft gehörte zur National Express Group, die europaweit im öffentlichen Nah- und Fernverkehr tätig ist.

## Geschichte
Silverlink wurde mit Erteilen der Betriebskonzession 1997 als North London Railways gegründet. In ihrem Verantwortungsbereich lagen der Betrieb und die Instandhaltung der North London Line, einer Linie die die Innenstadt Londons in einem Halbkreis von Richmond im Westen nach North Woolwich im Osten der Stadt umspannt. Im Zuge der Expansion des Unternehmens auf die West London Line, die Watford DC Line und die Strecke London – Northampton betrachtete man den Namen als unpassend und wählte Silverlink als neue Bezeichnung. Die Gesellschaft war in zwei Unternehmensbereiche aufgeteilt: Silverlink Metro für Verbindungen in der unmittelbaren Umgebung Londons und Silverlink County für Verbindungen mit längerem Laufweg und Verbindungen im weiteren Umland Londons.
Im Jahr 2006 investierte Silverlink im Rahmen einer Partnerschaft mit dem Bankhaus HSBC 13 Millionen britische Pfund in eine elektrische und mechanische Generalüberholung des Silverlink County-Fuhrparks. Des Weiteren wurden die Züge des Silverlink Metro-Bereichs anhaltend überholt. Der Bahnhof Willesden Junction wurde mit Aufzügen, renovierten Toiletten und einem verbesserten Kundenservice ausgestattet. In Northampton wurden eine Kundenlounge und ein Informationsschalter eingerichtet. Darüber hinaus stattete man alle Bahnhöfe schrittweise mit Kameraüberwachung und Sperren aus.
Die Konzession der Gesellschaft lief am 11. November 2007 aus. Die Silverlink Metro-Strecken (die North London Line, die West London Line, die Watford DC Line und die Strecke von Gospel Oak nach Barking) wurden an diesem Tag von Transport for London übernommen und werden seither unter der Bezeichnung London Overground betrieben. Die übrigen Silverlink County-Strecken wurden gemeinsam mit den Strecken von Central Trains im Rahmen einer neu gebildeten West Midlands-Konzession ausgeschrieben.

## Silverlink Metro
Im Einzelnen betrieb Silverlink Metro folgende Strecken:

### North London Line
Die North London Line hatte folgende Stationen (von West nach Ost)
- Richmond (Anschluss an die District Line)
- Kew Gardens (Anschluss an die District Line)
- Gunnersbury (Anschluss an die District Line)
- South Acton
- Acton Central
- Willesden Junction (Anschluss an die Bakerloo Line, die West London Line und die Watford DC Line)
- Kensal Rise
- Brondesbury Park
- Brondesbury
- West Hampstead (Anschluss an die Jubilee Line und Thameslink)
- Finchley Road & Frognal
- Hampstead Heath
- Gospel Oak (Anschluss an die Gospel Oak to Barking Line)
- Kentish Town West
- Camden Road
- Caledonian Road & Barnsbury
- Highbury & Islington (Anschluss an die Victoria Line)
- Canonbury
- Dalston Kingsland
- Hackney Central
- Homerton
- Hackney Wick
- Stratford (Anschluss an die Central Line, die Jubilee Line, Docklands Light Railway und One)
- West Ham (Anschluss an die District Line, die Hammersmith & City Line, die Jubilee Line und c2c)
- Canning Town (Anschluss an die Jubilee Line und die Docklands Light Railway)
- Custom House (Anschluss an die Docklands Light Railway)
- Silvertown
- North Woolwich

### West London Line
Die Bahnhöfe der West London Line waren von Nord nach Süd:
- Willesden Junction (Anschluss an die North London Line, Watford DC Line and Bakerloo Line)
- Shepherds Bush
- Kensington (Olympia) (Anschluss an die District Line)
- West Brompton (Anschluss an die District Line und Southern (Eisenbahn))
- Imperial Wharf
- Clapham Junction (Anschluss an South West)

### Watford DC Line
Die Bahnhöfe der Watford DC Line waren von Süd nach Nord:
- London Euston (Anschluss an die Northern Line, die Victoria Line und Virgin Trains)
- South Hampstead
- Kilburn High Road
- Queen’s Park (Anschluss an die Bakerloo Line)
- Kensal Green (change for Bakerloo Line)
- Willesden Junction (Anschluss an die North London Line, die West London Line und die Bakerloo Line)
- Harlesden (Anschluss an die Bakerloo Line)
- Stonebridge Park (Anschluss an die Bakerloo Line)
- Wembley Central (Anschluss an die Bakerloo Line und die Strecke London – Northampton)
- North Wembley (Anschluss an die Bakerloo Line)
- South Kenton (Anschluss an die Bakerloo Line)
- Kenton (Anschluss an die Bakerloo Line)
- Harrow & Wealdstone (Anschluss an die Bakerloo Line und die Strecke von London – Northampton Line)
- Headstone Lane
- Hatch End
- Carpenders Park
- Bushey
- Watford High Street
- Watford Junction (Anschluss an die Strecke London – Northampton Line und Virgin)

### Strecke Gospel Oak – Barking
Die Bahnhöfe der Strecke von Gospel Oak nach Barking waren von West nach Ost:
- Gospel Oak (Anschluss an die North London Line)
- Upper Holloway
- Crouch Hill
- Harringay Green Lanes
- South Tottenham
- Blackhorse Road (Anschluss an die Victoria Line)
- Walthamstow Queens Road
- Leyton Midland Road
- Leytonstone High Road
- Wanstead Park
- Woodgrange Park
- Barking (Anschluss an die District Line, die Hammersmith & City Line und an c2c)

### Rollmaterial

#### Dieseltriebwagen
| Bild | Baureihe | Anzahl | Indienststellung | Leistung (kW) | Geschw. (km/h) | Sitzplätze | Sitzplätze | Einsatzgebiet        |
| Bild | Baureihe | Anzahl | Indienststellung | Leistung (kW) | Geschw. (km/h) | 1. Kl.     | 2. Kl.     | Einsatzgebiet        |
| ---- | -------- | ------ | ---------------- | ------------- | -------------- | ---------- | ---------- | -------------------- |
|      | 150/1    | 8      | 1985             | 420           | 120            | 0          | 146        | Gospel Oak – Barking |

#### Elektrotriebwagen
| Bild | Baureihe | Anzahl | Indienststellung | Leistung (kW) | Geschw. (km/h) | Netzspannung            | Sitzplätze | Sitzplätze | Einsatzgebiet             |
| Bild | Baureihe | Anzahl | Indienststellung | Leistung (kW) | Geschw. (km/h) | Netzspannung            | 1. Kl.     | 2. Kl.     | Einsatzgebiet             |
| ---- | -------- | ------ | ---------------- | ------------- | -------------- | ----------------------- | ---------- | ---------- | ------------------------- |
|      | 313/1    | 23     | 1976             | 657           | 120            | 750 V = / 25 kV 50 Hz ~ | 0          | 228        | elektrifizierte Strecken  |
|      | 508/3    | 3      | 1979             | 657           | 120            | 750 V =                 | 0          | 220        | Euston – Watford Junction |

## Silverlink County
Die folgenden Strecken wurden unter dem Namen Silverlink County betrieben:

### London – Northampton
Die Bahnhöfe der Strecke von London nach Northampton waren von Süd nach Nord:
- Euston
- Wembley Central
- Harrow and Wealdstone
- Bushey
- Watford Junction
- Kings Langley
- Apsley
- Hemel Hempstead
- Berkhamsted
- Tring
- Cheddington
- Leighton Buzzard
- Bletchley
- Milton Keynes Central
- Wolverton
- Northampton

### Watford Junction – St. Albans Abbey
Die Bahnhöfe der Strecke von Watford Junction nach St. Albans Abbey waren von West nach Ost:
- Watford Junction
- Watford North
- Garston
- Bricket Wood
- How Wood
- Park Street
- St. Albans Abbey

### Bletchley – Bedford
Die Bahnhöfe der Strecke von Bletchley nach Bedford waren von West nach Ost:
- Bletchley
- Fenny Stratford
- Bow Brickhill
- Woburn Sands
- Aspley Guise
- Ridgmont
- Lidlington
- Millbrook
- Stewartby
- Kempston Hardwick
- Bedford St. Johns
- Bedford (Anschluss an Thameslink)

### Rollmaterial

#### Dieseltriebwagen
| Bild | Baureihe | Anzahl | Indienststellung | Leistung (kW) | Geschw. (km/h) | Sitzplätze | Sitzplätze | Einsatzgebiet       |
| Bild | Baureihe | Anzahl | Indienststellung | Leistung (kW) | Geschw. (km/h) | 1. Kl.     | 2. Kl.     | Einsatzgebiet       |
| ---- | -------- | ------ | ---------------- | ------------- | -------------- | ---------- | ---------- | ------------------- |
|      | 150/1    | 8      | 1985             | 420           | 120            | 0          | 146        | Bletchley – Bedford |

#### Elektrotriebwagen
| Bild | Baureihe | Anzahl | Indienststellung | Leistung (kW) | Geschw. (km/h) | Netzspannung  | Sitzplätze | Sitzplätze | Einsatzgebiet                              |
| Bild | Baureihe | Anzahl | Indienststellung | Leistung (kW) | Geschw. (km/h) | Netzspannung  | 1. Kl.     | 2. Kl.     | Einsatzgebiet                              |
| ---- | -------- | ------ | ---------------- | ------------- | -------------- | ------------- | ---------- | ---------- | ------------------------------------------ |
|      | 321/4    | 36     | 1989             | 1072          | 160            | 25 kV 50 Hz ~ | 28         | 271        | London – Northampton; Watford – St. Albans |
|      | 350/1    | 10     | 2005             | 1080          | 160            | 25 kV 50 Hz ~ | 24         | 200        | London – Northampton                       |